# Vivelstasjön
Vivelstasjön är en sjö i Vallentuna kommun i Uppland och ingår i Norrströms huvudavrinningsområde. Sjön har en area på 0,0525 kvadratkilometer och ligger 7,3 meter över havet. Sjön avvattnas av vattendraget Verkaån.

## Delavrinningsområde
Vivelstasjön ingår i det delavrinningsområde (660681-162271) som SMHI kallar för Ovan Hargsån. Medelhöjden är 19 meter över havet och ytan är 56,29 kvadratkilometer. Det finns inga avrinningsområden uppströms utan avrinningsområdet är högsta punkten. Verkaån som avvattnar avrinningsområdet har biflödesordning 4, vilket innebär att vattnet flödar genom totalt 4 vattendrag innan det når havet efter 58 kilometer. Avrinningsområdet består mestadels av skog (37 procent), öppen mark (15 procent) och jordbruk (46 procent). Avrinningsområdet har 0,04 kvadratkilometer vattenytor vilket ger det en sjöprocent på 0,1 procent. Bebyggelsen i området täcker en yta av 0,36 kvadratkilometer eller 1 procent av avrinningsområdet.